# Municipio de McClellan (Indiana)
El municipio de McClellan (en inglés: McClellan Township) es un municipio ubicado en el condado de Newton en el estado estadounidense de Indiana. En el año 2010 tenía una población de 217 habitantes y una densidad poblacional de 1,98 personas por km².

## Geografía
El municipio de McClellan se encuentra ubicado en las coordenadas 41°2′35″N 87°27′33″O / 41.04306, -87.45917. Según la Oficina del Censo de los Estados Unidos, el municipio tiene una superficie total de 109.55 km², de la cual 109,55 km² corresponden a tierra firme y (0 %) 0 km² es agua.

## Demografía
Según el censo de 2010, había 217 personas residiendo en el municipio de McClellan. La densidad de población era de 1,98 hab./km². De los 217 habitantes, el municipio de McClellan estaba compuesto por el 93,55 % blancos, el 0,46 % eran asiáticos, el 5,07 % eran de otras razas y el 0,92 % eran de una mezcla de razas. Del total de la población el 7,37 % eran hispanos o latinos de cualquier raza.